# La Reconquista (Tarragona)
La Reconquista fue un periódico español editado en Tarragona entre 1907 y 1924.

## Historia
Apareció el 26 de enero de 1907 con el subtítulo de «Semanario carlista» —poco después «Semanario tradicionalista»— y el lema de «Dios, Patria, Rey, Fueros».
Se publicaba a cuatro páginas de 51 por 36 cm, a cuatro columnas, en la imprenta E. Pamies, Unión, 54, Tarragona, y en febrero de 1913, en la imprenta de Lloréns y Cabré. Tenía su redacción y administración inicialmente en la calle San Fructuoso núm. 2, 1.º 1.ª; y después en la calle Caballeros núm. 10 
En su primer número decía: 

«No hemos reparado en sacrificios de ninguna clase para la fundación de este semanario, el cual será en esta provincia el centinela avanzado que dé la voz de alarma contra los manejos de los enemigos de la Religión y de la Tradición. La Reconquista viene al estadio de la prensa  á poner en práctica estos ideales. Y hemos escogido este título porque los actuales momentos son muy parecidos á la época de la reconquista».

El semanario, defensor acérrimo de los ideales carlistas, se publicaba en un principio como órgano del «Círculo Juventut Tradicionalista de Tarragona». Se imprimía en la Tipografía Tarraconense. Su primer director fue Ramón Busquer Ferrer y poco después pasó a dirigirlo el obrero espartero Juan Aymat, quien más tarde dirigiría también a efectos legales el semanario barcelonés La Trinchera.

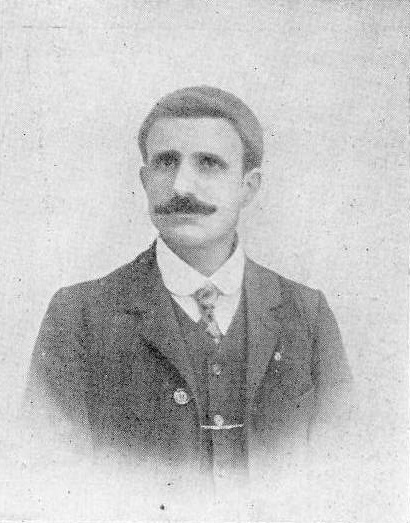
Juan Aymat, director de La Reconquista (1908)

En agosto de 1913 recibió una carta de Antero Samaniego, agradeciendo, en nombre de Don Jaime, la felicitación por su fiesta onomástica. El 20 de septiembre del mismo año anunció su propósito de convertirse en diario; pero no obtuvo los medios suficientes para llevar a cabo la idea. En noviembre comenzaron los trabajos para fundirse con El Radical, semanario jaimista de Reus, y publicar un diario titulado El Eco de la Provincia; pero, de acuerdo con Navarro Cabanes, «tampoco cuajó la idea».
El número 360 de La Reconquista fue denunciado por publicar una convocatoria al Requeté. En enero de 1914 aumentó su tamaño a 57 por 45, a cuatro columnas y papel satinado, y en septiembre de ese año sufrió una denuncia por «germanófilo».
En este semanario colaboraron prestigiosas firmas, entre las que figuraban Manuel Mateo Navarridas, Fray Francisco Iglesias (O. F. M.), María Vives de Bráfim, Pilar de Cavia, el Marqués de Cerralbo, José Roca y Ponsa, Cirici Ventalló, Francisco Siso Cavero y Arturo Irrubarri.
En 1919 siguió la escisión de Vázquez de Mella y abandonó la lealtad a Don Jaime. Durante esta época llevaba por subtítulo «Organo oficial del partido tradicionalista». El periódico acusaría a los «jefecillos» partidarios de Don Jaime de haber roto la unidad del partido por sus ambiciones personales.
En octubre de 1919 La Reconquista se fusionó finalmente con El Radical de Reus con el objetivo de unificar la acción periodística tradicionalista en la provincia de Tarragona. No obstante, se conservaron los nombres de ambos semanarios, incluyéndose las dos cabeceras en el mismo periódico.
El semanario se jactó de haber logrado extinguir el vicio de los juegos de azar en Tarragona por su campaña moralizadora, afirmando en noviembre de 1919 que sus quejas habían sido atendidas por el gobernador.
La Reconquista y El Radical apoyaron la reorganización del tradicionalismo mellista surgida de la asamblea de Badalona de 1920, reconociendo la jefatura regional de Cataluña de Teodoro de Mas y Nadal, de quien publicarían una entrevista en junio de 1922.
En enero de 1924 el semanario celebró la acción dictatorial en Barcelona del general Martínez Anido, de quien dijo que «con mano fuerte y justiciera, sin contemporizaciones ha puesto coto a tantos males, con asombro y aplauso de todos». Sin embargo, para La Reconquista, la necesidad de una dictadura como medida de gobierno transitoria, preconizada diez años antes por Juan Vázquez de Mella, llegaba demasiado tarde.